# Cyrtoneurina seriata
Cyrtoneurina seriata är en tvåvingeart som först beskrevs av Stein 1911.  Cyrtoneurina seriata ingår i släktet Cyrtoneurina och familjen husflugor. Inga underarter finns listade i Catalogue of Life.